# Nahik
Nahik est une bande dessinée à sujet historique, réalisée par Frank Giroud (scénario), Lucien Rollin (dessinateur) et Jean-Jacques Chagnaud (coloriste), appartenant à la série Le Décalogue, et publiée en 2002 par Glénat.
C'est le huitième tome de la série. Nahik est également le titre de l'ouvrage mystérieux, fil conducteur de toute la série. 

## Analyse de l'épisode

### 10 Commandements de la dernière Sourate
La série Le Décalogue est fondée sur les dix commandements qui formeraient la dernière Sourate du prophète Mahomet. Ils furent inscrits sur une omoplate de chameau. Chaque épisode met en lumière un commandement:
"Tu te monteras charitable envers les faibles, les démunis et les pauvres d'esprit et tu ne tromperas pas ceux qui t'aiment."
Fait référence aux tourments infligés par Hector Nadal à son frère aîné, Eugène Nadal, afin de lui soutirer des récits susceptibles d'alimenter ses romans en personnages et en situations – notamment celui qui allait lui assurer la gloire auprès de ses pairs et du public : Le Papyrus de Kôm-Ombo.
Sa sœur Ninon dira de lui (p. 53) : « Non, Hector ! La fin, quelle qu'elle soit, ne justifie jamais les moyens quand ils sont ignobles. »

### Synopsis
En 1813, lors d'une bataille qui se le laisse gravement infirme durant la campagne d'Allemagne, le général Fleury est rapatrié à Paris. Il est accompagné de son épouse Ninon Fleury-Nadal et de leur fils unique, Benjamin.
En attendant de trouver le logement, ils logent chez Hector, plumitif, frère de Ninon. Hector s'occupe de son grand frère, Eugène, revenu traumatisé de la campagne d'Égypte.  
Nous découvrons l'histoire du titre du manuscrit Nahik (p. 48) et le mystérieux auteur Alan D. (p 53).

### Personnages fictifs
- Hector Nadal, romancier célèbre.
- Eugène  Nadal, ancien capitaine de l'armée de l'Empire, pris de crise de démences depuis son retour de la Campagne d'Égypte.
- Ninon Fleury, fille Nadal.
- Hortense Nadal, sœur cadette.
- Alexandre Fleury, général de l'Armée de l'Empereur.
- Benjamin Fleury, fils d'Alexandre et Ninon.
- Janusz: majordome d'Hector Nadal
- Alfonse:  Coché d'Hector Nadal
- Annaïg Lemoine: ancienne dame de compagnie d'Eugène Nadal. Elle fut remplacée par Janusz.
- Docteur Vauvert : psychiatre pratiquant l'hypnose.
- Alan D: anagramme de Nadal

### Synoptique de l'épisode
| chapitre | Titre                   | Date                     | Résumé | pg |
| -------- | ----------------------- | ------------------------ | --- | -- |
| Prologue | Bataille de Brème       | Octobre 1813             | Le général Alexandre Fleury, lors de la bataille, perd l'usage de ses jambes. Il est rapatrié en France. | 1  |
| 1        | Arrivée à Paris         | Fin novembre 1813        | Ninon retrouve ses deux frères. Hector et Eugène. Eugène est soigné par son frère. Aucun médecin n'a réussi à améliorer sa raison. | 6  |
| 2        | La crise                | Fin novembre 1813        | Le soir, Eugène est réveillé par des bruits mystérieux. Il voit l'omoplate du chameau qu'il a volé (voir Épisode IX) dans le couloir. Il s'ensuit une crise de folie. Ninon essaye d'interroger Eugène sur la mystérieuse crise. Eugène ne cesse de prononcer "NAHIC". | 12 |
| 3        | Cérémonie aux Invalides | Début décembre 1813      | Une soirée mondaine est donnée à l'Hôtel des Invalides. On discute beaucoup de la fin possible du règne de l'Empereur. Le général Fleury et sa femme rencontrent d'anciens officiers dont l'un parle d'un certain médecin qui soigne la folie : Médecin Vauvert. Ninon fait part à son mari de son doute de la volonté d'Hector de soigner Eugène. En entendant cela, Hector, fou de rage, insiste pour que Ninon l'accompagne voir un hôpital psychiatrique afin de lui démontrer ses bons soins envers son frère. Durant la nuit, Eugène fait une nouvelle crise d'hallucinations.                                       | 14 |
| 4        | Visite à St Jude        | Début décembre 1813      | Le lendemain, Hector amène sa sœur à l'hôpital psychiatrique dans lequel il avait déjà interné son frère. Sa sœur, écœurée de la condition humaine, accepte de laisser la garde d'Eugène à Hector. Durant la nuit, Eugène fait une nouvelle crise d'hallucinations. | 21 |
| 5        | Chez Hortense           | Décembre 1813            | À la suite des interminables crises de folie d'Hector, Ninon va voir sa sœur Hortense et lui demande d'héberger son mari et son fils. Ninon décide de rester à l'Hôtel Nadal pour veiller sur Eugène. Sur le chemin du retour, Ninon découvre dans le carrosse de son frère un parapluie au nom de Annaïg. Serait-ce le fameux Nahik que son frère prononce si souvent se demande-t-elle. | 25 |
| 6        | Docteur Vauvert         | 8 décembre 1823          | Sans le dire à Hector, Ninon fait venir le docteur Vauvert au chevet d'Eugène durant l'absence d'Hector. Vauvert fait sa première séance d'hypnotisme. Cela se passe mal. Eugène est en crise et… Hector arrive plus tôt que prévu. | 27 |
| 7        | Annaïg                  | vers le 10 décembre 1823 | Quelques jours plus tard. Ninon part à la recherche de la fameuse Annaïg. Elle la retrouve mais cette dernière reste muette. En revenant le soir, son mari lui dit que son ancien collègue qui avait perdu la raison l'a retrouvée grâce au Docteur Vauvert. Ninon décide le rappeler discrètement. Elle et son mari montent un stratagème pour envoyer Hector loin pendant une période. Elle commence une quinte de toux. | 33 |
| 8        | Sur le front            | Fin décembre 1823        | Grâce au stratagème de Ninon, Hector est "soudainement" envoyé sur le front pour y écrire de la propagande militaire pour le Bulletin de la Grande Armée. Durant son absence, le docteur Vauvert revient. Ninon commence a faire des rapprochements entre les cauchemars d'Eugène et le bureau d'Hector et comprendre le stratagème d'Hector (pg38). Elle fait visiter le bureau d'Hector au docteur Vauvert. En regardant la bibliothèque, il tombe sur des ouvrages du somnambulisme artificiel. Étrange pour une personne pense que Pinel et consorts sont tous des charlatans se dit Vauvert. La toux de Ninon empire. | 36 |
| 9        | Réveillon de Nouvel An  | 31 décembre 1813         | Lors du souper de réveillon, tout se passe bien avec Eugène. Ninon fait visiter à Eugène l'Hôtel Nadal. Il réagit étrangement dans le bureau de son frère. La nuit, Ninon demande que l'on laisse ouverte la porte de sa chambre. La nuit venue, Eugène descend pour vandaliser le bureau. Ninon et Hortense, remettant de l'ordre dans le bureau tombent sur les notes d'Hector qui explique en détail les expériences qu'Hector a faites afin d'écrire ses œuvres dont le dernier: le Papyrus de Kôm-Ombo. | 41 |
| 10       | Le retour d'Hector.     | 6 janvier 1814           | Hector revient du front. Un autre l'attend! Ninon lui révèle qu'elle sait tout sur ses plans machiavéliques. Elle explique la signification de Nahik (p 48): Non Hect ! Cesse de me torturer. Ninon lui dit qu'elle lui confisque le manuscrit "Le papyrus de Kôm Ombo". Pour le punir, elle lui dira : si un jour il sera publié, il le serait sous l'anagramme de ALAN D. Elle lui aussi retire le tutorat de son frère Eugène. Ninon l'enverra dans l'institut du Docteur Pinel. Hector ne peut qu'accepter sous peine que tout soit révélé au grand jour, chose inacceptable pour lui.                                 | 45 |
| 11       | Adieux de Ninon         | Avril 1814               | Quelques jours après la guerre de Paris, Ninon, atteinte d'une pneumonie, sur son lit de mort, donne une lettre à Hortense contenant les droits d'auteur du manuscrit Nahik. Elle lui demande : si le manuscrit doit être publié, qu'il le soit sous le nom de ALAN D. Elle lui demande également de s'occuper d'Alexandre et de Benjamin. | 54 |
| Épilogue | C'est fini Hector       | Novembre 1819            | Hector vient trouver son éditeur pour un nouveau livre. Il lui annonce que son temps est terminé. La qualité de ses ouvrages n'est plus au rendez-vous. Il repart bredouille dans les rues de Paris toujours meurtries par la bataille de Paris. |    |

### Moment clé
Le moment clé est durant les séances d'hypnotisme où son frère décrit l'antre du démon dans laquelle il décrit des artéfacts présents dans le bureau d'Hector (p 39), la découverte par Vauvert des ouvrages cliniques sur le somnambulisme artificiel (p 40).  

### Relation familiale
La relation entre les enfants Nadal est particulière.  D'une part, le frère aîné Eugène, militaire, adulé par ses jeunes sœurs (p 25-54), d'autre part, le fils cadet mal aimé (p 17- 53) qui se réfugie dans l'écriture.

### Lien avec les autres épisodes
Cet album nous raconte la genèse du Nahik. Il apparaît sous forme de manuscrit. Ce dernier, son brouillon, sa publication (dans le tome VII) constituent le lien entre les différents albums tout au long des tomes I à VIII de la série décalogue.  
L'épisode suit la saga de la famille Fleury sur la trame du Nahik.

### Mise en échec
La mise en échec dans cet épisode survient avec la main mise par Ninon sur le manuscrit et la fin du tutorat d'Eugène. Jamais Hector ne pourra être reconnu par cette œuvre auprès du grand public.   

### Interprétation du titre de l'épisode
Nahik pourrait compris comme un hommage aux souffrances d'Eugène durant les nuits d'enfer qu'il a subies pour que cette œuvre soit couchée sur papier.

### Image couverture
L'image symbolise la révolte du frère aîné Eugène face à sa détention de son frère pour plagier ses propres histoires en Égypte (Masque de Khéops détruit) ainsi le pouvoir du frère Hector pour écrire son œuvre: Le Papyrus de Kôm Ombo (l'encrier de l'écrivain renversé sur un page de son œuvre).

## Autour de l'épisode

### Contexte historique
L'épisode se passe durant la Campagne d'Allemagne en 1813-1814. Cette période marque la fin du règne de l'Empire de Napoléon et le retour de la royauté avec Louis XVIII. 

### Personnages historiques
- Napoléon Ier (p15):  Son nom n'est mentionné.  On mentionne "IL"
- Germaine de Staël (p 15) romancière, royaliste.  En 1813, elle rencontre à Londres le futur Louis XVIII. C'est elle qui écrit l'essaie De l'Allemagne.
- Klemens Wenzel von Metternich (pg 15):  diplomate autrichien.  Il a essayé en 1813 de parlementer avec Napoléon, sans succès.
- Amand Marie Jacques de Chastenet de Puységur (p 27): chef de file de l'école de magnétisme animal « psychofluidiste »
- Franz-Anton Mesmer (p 27):  fondateur de la théorie du magnétisme animal,
- Jean Aulay de Launay (p 35): Militaire français.  Serait (à confirmer) un des directeurs du Bulletin de la Grande Armée. Il est un ami du général Fleury.
- Philippe Pinel (p 40): Médecin aliéniste.  Vauvert découvre des ouvrages de lui dans la bibliothèque d'Hector.
- Étienne-Jean Georget (p 40): Médecin psychiatre, élève de Pinel. Vauvert découvre des ouvrages de lui dans la bibliothèque d'Hector.
- Jean-Étienne Esquirol (p 40): Médecin aliéniste, père de l'organisation de la psychiatrie française en faisant voter la loi obligeant chaque département à se doter d'un hôpital spécialisé.